# 47-й отдельный дивизион бронепоездов
47-й отдельный дивизион бронепоездов (47-й одбп) - воинская часть Вооружённых Сил СССР в Великой Отечественной войне.

## История
Бронепоезда (бепо) «Сибиряк-барабинец» и «Омский железнодорожник» начали строить осенью 1941 г., закончили - 18 февраля и 10 марта 1942 г. в депо станций Барабинск и Омск.
Формирование дивизиона началось 12 декабря 1941 г. в Барабинске.
Дивизион сформирован 11 марта 1942 года в Омске и Барабинске и убыл в Москву, где доукомплектовался (получены две бронеплощадки ПВО завода «Стальмост» № 202 и 203 с двумя пулемётами ДШК на каждой).
В действующей армии с 03.06.1942 по 15.11.1944 и с 24.12.1944 по 23.01.1945.
26 мая 1942 г. по приказанию зам. наркома обороны СССР Федоренко 47-й одбп убыл на Карельский фронт.
Дивизион расформирован в 1946 году.

## Состав и боевые действия
Ведомость людей, боевой мат части, вооружения, подвижного жд состава и табельного имущества 47-го ОДБП (3 апреля 42 г.).
Комсостава (старшего и среднего) — 18
Начальствующего состава — 14
Младшего начсостава — 50
Рядового состава — 185 (104 человека рядового состава замещают мл. начсостав)
Итого — 276 человек.
— Боевая матчасть:
Бронепаровоз — 2
Бронеплощадки однобашенные — 8
Контрольных платформ — 8
Платформ ПВО — 2
БА-20 — 1 (недостаёт — 1)
АМ лёгких, М-1 — 1
АМ грузовых, ГАЗ-АА — 2 (недостаёт — 1)
0 Мотоциклов с коляской М-72 (недостаёт — 1)
Мотоциклов без коляски ИЖ-9 — 3
— Подвижной ЖД состав:
Вагонов классных — 1
вагонов крытых теплушек двухосных — 10
вагонов крытых двухосных — 12
вагонов кухонь двухосных — 3
вагонов мастерских двухосных — 1
вагонов техскладов двухосных — 2
вагонов техскладов четырёхосных — 4
платформ двухосных — 4
— Вооружение:
Орудий 76,2 мм обр. 1897 г. французских — 8
Пулемётов: крупнокалиберных ДШК — 7, танковых системы Дегтярёва — 40
Винтовок со штыком «Маузер» — 86 (недостаёт — 40)
винтовок обр. 1891/30 г. — 14
пистолетов и револьверов — 20 (недостаёт — 20)
сигнальных пистолетов — 2 (недостаёт — 2)
— Боеприпасы
Выстрелов к 76 мм пушке обр. 1897 г. — 2.507
патронов винтовочных и пулемётных — 243.280
патронов пистолетных и револьверных — 1000 (недостаёт — 1860)
патронов к сигнальным пистолетам — 80
ручных гранат — 1000 (недостаёт — 1480)
патронов ДШК — 16.020
— Связь 71ТК-1 — 1 (недостаёт — 1), «Днепр» — 1 (ЦАМО РФ, Ф. 38, Оп. 11358, Д. 38)
Прибыв на Карельский фронт 3 июня 1942 года, дивизион вошёл в 32-ю армию и получил задачу охранять Кировскую железную дорогу на участках Масельская — Кочкома, мост на станции Сегежа и Сегежский бумажный комбинат. Дислокацией дивизиона определена станция Сегежа.
31 августа бронепоезда отразили налёт семи самолётов противника на станцию и прилегающий аэродром.
14 сентября 1942 г. дивизион получил боевую задачу — поддержать огнём части 37-й стрелковой дивизии, выполняющей частную наступательную операцию. Разведав цели и огневые позиции, утром 15 сентября оба бронепоезда произвели два огневых налёта по позициям противника, подавив при этом две артбатареи.
На основании распоряжения начальника ГБТУ РККА № 1109420 от 5 декабря 1942 г. бронепоезда получили новые номера: № 1 «Сибиряк-барабинец» — № 639, а № 2 «Омский железнодорожник» — № 657.
19 февраля бепо отразили налёт четырёх самолётов противника на станцию Сегежа.
На основании приказа командующего бронетанковыми и механизированными войсками Карельского фронта с 22 февраля по 15 мая 1943 г. бронепоезда дивизиона находились на перевооружении и ремонте на Урочском вагоноремонтном заводе Ярославской железной дороги. Здесь 75-мм французские пушки заменили на 76-мм танковые Ф-34, установили приборы ПТК, на всех бронеплощадках для разгрузки рессор подвели дополнительную третью ось. В работах активно участвовали команды бронепоездов.
В ноябре 1943 г. бронепоезда дивизиона участвовали в тактических занятиях, получив высокие оценки.
16 марта 1944 г. бепо 47-го одбп поддерживали части 176-й стрелковой дивизии, проводившие разведку боем. Огнём бронепоездов подавлены батареи 75- и 155-мм орудий.
19 — 21 июня 1944 г. 47-й дивизион поддерживал огнём действия разведки 55-го стрелкового полка, а затем и наступление 176-й стрелковой дивизии на Масельском направлении.
По мере наступления частей 32-й армии 47-й одбп получил задачу двигаться вперёд, охраняя тылы и ремонтируя железную дорогу. Всего с 22 июня по 5 августа 1944 г. личным составом дивизиона восстановлено около 3 км железнодорожного пути, 15 стрелок и поворотный треугольник на станции Медвежьегорск протяжённостью 2100 метров, построен мост длиной 10,5 м.
В 1944 году участвовал в освобождении Медвежьегорска, Петрозаводска.
После окончания боевых действий на севере в боях участия не принимал, дислоцировался там же. По-видимому, привлекался к каким-то действиям, связанным с боями в Заполярье в декабре 1944 — январе 1945 года.

### 639-й отдельный бронепоезд «Сибиряк-Барабинец»
Построен и сформирован в Барабинске как 1-й бронепоезд, 05.12.1942 переименован в 639-й отдельный бронепоезд. Бронепаровоз Ов № 5744 (броня незакалённая 20 мм, будка машиниста 35 мм, командирская рубка 30+20 мм, движение и тендер 30 мм) и 4 бронеплощадки № 125, 126, 127 и 128 (броня незакалённая, борта 20+10 мм с воздушным зазором 80 мм, башни 20+10 мм с воздушным зазором 65 мм, движение 20 мм, вооружение каждой 75-мм французская пушка образца 1897 года и пять пулемётов ДТ).
В действующей армии с 03.06.1942 по 22.02.1943, с 15.05.1943 по 15.11.1944 и с 24.12.1944 по 23.01.1945.
Действовал в составе дивизиона.
Командиры:
старший лейтенант А. Цымбаревич,
старший лейтенант И. М. Довженко.

### 657-й отдельный бронепоезд «Омский железнодорожник»
Построен и сформирован в Омске как 2-й бронепоезд, 5.12.1942 переименован в 657-й отдельный бронепоезд. Бронепаровоз Ов № 6211 (броня ZZZ незакалённая 20 мм, будка машиниста 40 мм, командирская рубка 30+15 мм, движение и тендер 30 мм) и 4 бронеплощадки № 129, 139, 131 и 132 (броня ZZZ незакалённая, борта и башни 15+15 мм с воздушным зазором 80 мм, движение 15 мм, вооружение каждой 75-мм французская пушка образца 1897 года и пять пулемётов ДТ).
В действующей армии с 05.12.1942 по 22.02.1943, с 16.09.1943 по 15.11.1944 и с 24.12.1944 по 23.01.1945.
Действовал в составе дивизиона.

## Подчинение
| Дата            | Фронт                     | Армия                                 | Дивизия | Бригада | Полк | Примечания |
| --------------- | ------------------------- | ------------------------------------- | ------- | ------- | ---- | ---------- |
| 01.01.1942 года | Сибирский военный округ   | -                                     | -       | -       | -    | -          |
| 01.02.1942 года | Сибирский военный округ   | -                                     | -       | -       | -    | -          |
| 01.03.1942 года | Сибирский военный округ   | -                                     | -       | -       | -    | -          |
| 01.04.1942 года | Сибирский военный округ   | -                                     | -       | -       | -    | -          |
| 01.05.1942 года | Московский военный округ  | -                                     | -       | -       | -    | -          |
| 01.06.1942 года | Резерв Ставки ВГК         | -                                     | -       | -       | -    | -          |
| 01.07.1942 года | Карельский фронт          | 32-я армия                            | -       | -       | -    | -          |
| 01.08.1942 года | Карельский фронт          | 32-я армия                            | -       | -       | -    | -          |
| 01.09.1942 года | Карельский фронт          | 32-я армия                            | -       | -       | -    | -          |
| 01.10.1942 года | Карельский фронт          | 32-я армия                            | -       | -       | -    | -          |
| 01.11.1942 года | Карельский фронт          | 32-я армия                            | -       | -       | -    | -          |
| 01.12.1942 года | Карельский фронт          | 32-я армия                            | -       | -       | -    | -          |
| 01.01.1943 года | Карельский фронт          | 32-я армия                            | -       | -       | -    | -          |
| 01.02.1943 года | Карельский фронт          | 32-я армия                            | -       | -       | -    | -          |
| 01.03.1943 года | Карельский фронт          | 32-я армия                            | -       | -       | -    | -          |
| 01.04.1943 года | Карельский фронт          | 32-я армия                            | -       | -       | -    | -          |
| 01.05.1943 года | Карельский фронт          | 32-я армия                            | -       | -       | -    | -          |
| 01.06.1943 года | Карельский фронт          | 32-я армия                            | -       | -       | -    | -          |
| 01.07.1943 года | Карельский фронт          | 32-я армия                            | -       | -       | -    | -          |
| 01.08.1943 года | Карельский фронт          | 32-я армия                            | -       | -       | -    | -          |
| 01.09.1943 года | Карельский фронт          | 32-я армия                            | -       | -       | -    | -          |
| 01.10.1943 года | Карельский фронт          | 32-я армия                            | -       | -       | -    | -          |
| 01.11.1943 года | Карельский фронт          | 32-я армия                            | -       | -       | -    | -          |
| 01.12.1943 года | Карельский фронт          | 32-я армия                            | -       | -       | -    | -          |
| 01.01.1944 года | Карельский фронт          | 32-я армия                            | -       | -       | -    | -          |
| 01.02.1944 года | Карельский фронт          | 32-я армия                            | -       | -       | -    | -          |
| 01.03.1944 года | Карельский фронт          | 32-я армия                            | -       | -       | -    | -          |
| 01.04.1944 года | Карельский фронт          | 32-я армия                            | -       | -       | -    | -          |
| 01.05.1944 года | Карельский фронт          | 32-я армия                            | -       | -       | -    | -          |
| 01.06.1944 года | Карельский фронт          | 32-я армия                            | -       | -       | -    | -          |
| 01.07.1944 года | Карельский фронт          | 32-я армия                            | -       | -       | -    | -          |
| 01.08.1944 года | Карельский фронт          | 32-я армия                            | -       | -       | -    | -          |
| 01.09.1944 года | Карельский фронт          | 32-я армия                            | -       | -       | -    | -          |
| 01.10.1944 года | Карельский фронт          | 32-я армия                            | -       | -       | -    | -          |
| 01.11.1944 года | Карельский фронт          | 32-я армия                            | -       | -       | -    | -          |
| 01.12.1944 года | Резерв Ставки ВГК         | Полевое управление Карельского фронта | -       | -       | -    | -          |
| 01.01.1945 года | -                         | 14-я отдельная армия                  | -       | -       | -    | -          |
| 01.02.1945 года | Беломорский военный округ | -                                     | -       | -       | -    | -          |
| 01.03.1945 года | Беломорский военный округ | -                                     | -       | -       | -    | -          |
| 01.04.1945 года | Беломорский военный округ | -                                     | -       | -       | -    | -          |
| 01.05.1945 года | Беломорский военный округ | -                                     | -       | -       | -    | -          |

## Командиры дивизиона
- 12.1941 - 6.1942 Пухов Ф.З., капитан (позже майор);
- 6.1942 - 1945 Манчур Яков Григорьевич, капитан (позже майор).[4]